# Conférence des chefs d'établissements de l'enseignement supérieur
La conférence des chefs d'établissements de l'enseignement supérieur est une instance consultative française chargée de représenter les intérêts de l'enseignement supérieur, notamment auprès du ministère chargé de l'Enseignement supérieur instaurée en 1971 dans le cadre de la réforme de l'enseignement supérieur instauré par la Loi Faure.

## Histoire
La conférence des chefs d'établissement de l'enseignement supérieur a été créée par le décret no 71-147 du 24 février 1971, quelques années après la Loi Faure.
La conférence était alors présidée de droit par le ministre de l'Éducation nationale et élisait des vice-présidents choisis parmi les chefs d'établissement de l'enseignement supérieur.
Il s'agissait d'un organe consultatif que le gouvernement pouvait consulter sur tous les sujets intéressant l'enseignement supérieur. La conférence pouvait émettre des vœux et organisait des réunions de travail présidées par l'un des vice-présidents prenant le titre de premier vice-président.
En 1984, la Loi Savary  réforme la conférence des chefs d'établissement. Si le ministre chargé de l'enseignement supérieur en est toujours le président de droit, la conférence élit alors un vice-président et un bureau pour une durée de deux ans, posant ainsi les bases de l'actuelle administration de la conférence. La conférence peut toujours émettre des vœux et être consulté par le ministère de l'éducation nationale pour avis motivé.
En 1992, la Conférence met en place un Groupement informatique pour la gestion des universités, devenu en 1997 l'Agence de mutualisation des universités et des établissements (AMUE).
En 2007, l'article 36 de la  loi relative aux libertés et responsabilités des universités du 10 août 2007 modifie à nouveau le fonctionnement de la Conférence des chefs d'établissement. La loi, codifiée en tant qu'article article L233-1 du Code de l'éducation instaure deux nouvelles conférences : la Conférence des présidents d'université et celle des directeurs des écoles françaises d'ingénieurs qui prennent la forme d'association de droit privée régies par la loi de 1901. La réunion de ces deux conférences formant alors la Conférence des chefs d'établissement de l'enseignement supérieur.
La nouvelle conférence des chefs d'établissement n'est plus présidée de droit par le ministre mais élit en formation plénière, pour deux ans, un président et un bureau.

## Missions
Elle donne son avis au ministère chargé de l'Enseignement supérieur chaque fois que ce dernier la sollicite, et peut, de sa propre initiative, formuler des vœux ou des propositions. Elle partage son rôle de représentation des établissements de l'enseignement supérieur avec le CNESER.

## Premiers vice-présidents et vice-présidents

### Premiers vice-présidents
| Mandat      | Nom                  | Statut                                   | Université                                 |
| ----------- | -------------------- | ---------------------------------------- | ------------------------------------------ |
| 1971 - 1972 | Jean-Louis Quermonne | Professeur de science politique (décédé) | Université Pierre-Mendès-France - Grenoble |
| 1972 - 1973 | Jean Frézal          | Spécialiste de la génétique (décédé)     | Université Paris V - René Descartes        |
| 1973 - 1974 | Claude Champaud      | Professeur de droit (décédé)             | Université Rennes 1                        |
| 1974 - 1976 | René Rémond          | Professeur d'histoire (décédé)           | Université Paris X Nanterre                |
| 1980 - 1981 | Jacques Latrille     | Professeur de médecine (décédé)          | Université de Bordeaux                     |
| 1981 - 1983 | Roland Omnes         | Physicien théoricien, mathématicien      | Université Paris-Sud 11                    |
| 1983 - 1984 | Monique Augé-Lafon   | Professeur de mathématiques (décédée)    | Paris 12                                   |

### Vice-présidents
| Mandat      | Nom                  | Statut                              | Université                |
| ----------- | -------------------- | ----------------------------------- | ------------------------- |
|             |                      |                                     |                           |
| 1986 - 1987 | Hubert Coudane       | Professeur de chimie (décédé)       | Université Paris-Sud 11   |
| 1987 - 1988 | Etienne Trocmé       | Professeur de théologie (décédé)    | Université Strasbourg III |
| 1990 - 1991 | Daniel Laurent       | Professeur de médecine (décédé)     | Paris 12                  |
| 1991 - 1992 | Michel Bornancin     | Professeur de biologie-physiologie  | Nice                      |
| 1992 - 1994 | Georges Haddad       | Professeur de mathématiques         | Paris 1                   |
| 1994 - 1995 | Bernard Dizambourg   | Professeur de gestion               | Paris 12                  |
| 1995 - 1996 | Bernard Alluin       | Professeur de littérature française | Lille 3                   |
| 1996 - 1997 | Jean-Marc Monteil    | Professeur de psychologie           | Clermont-Ferrand II       |
| 1997 - 1998 | Bernard Saint-Girons | Professeur de droit public          | Toulouse 1                |
| 1998 - 2000 | André Legrand        | Professeur de droit public          | Paris 10                  |
| 2000 - 2002 | Bernard Belloc       | Professeur de sciences économiques  | Toulouse 1                |
| 2002 - 2004 | Michel Laurent       | Professeur de neurosciences         | Aix-Marseille 2           |
| 2004 - 2006 | Yannick Vallée       | Professeur de chimie                | Grenoble 1                |
| 2006 - 2007 | Jean-Pierre Finance  | Professeur d'informatique           | Nancy 1                   |

## Note
1. ↑  « Fac-similé JO du 25/02/1971, page 01897 | Legifrance », sur www.legifrance.gouv.fr (consulté le 8 octobre 2016)
2. ↑  « Fac-similé JO du 27/01/1984, texte 0431 | Legifrance », sur www.legifrance.gouv.fr (consulté le 8 octobre 2016)
3. ↑  Code de l'éducation - Article L233-1 (lire en ligne)
4. ↑  « 1983-88 : Un environnement institutionnel en pleine mutation », sur PleinSud, 8 septembre 2011 (consulté le 9 décembre 2015)